# Ойцув
Ойцув (пол. Ojców) — село, гміна Скала, Краківський повіт Малопольське воєводство, Польща.
Населення — 235 осіб (2011).
У 1975—1998 роках село належало до Краківського воєводства.

## Географія
Ойцув знаходиться на Краківсько-Ченстоховській височині в долині Прондніка на туристичному маршруті Шлях Орлиних Гнізд за 4 км від адміністративного центру сільської гміни міста Скала та за 18 км від адміністративного центру воєводства міста Краків.

## Історія
Перші згадки про село Ойцув відносяться до 1370 року. В епоху Середньовіччя розвиток села залежав від замку, що знаходився поруч. Із середини XIX століття село отримало статус курорту. Цей статус зберігався до 1966 року.
Тепер в Ойцуві знаходиться адміністрація Ойцовского національного парку.

## Демографія
Демографічна структура станом на 31 березня 2011 року:
|          | Загалом | Допрацездатний вік | Працездатний вік | Постпрацездатний вік |
| -------- | ------- | ------------------ | ---------------- | -------------------- |
| Чоловіки | 164     | 7                  | 118              | 39                   |
| Жінки    | 71      | 8                  | 41               | 22                   |
| Разом    | 235     | 15                 | 159              | 61                   |

## Пам'ятки
Пам'ятки культури Малопольського воєводства
- Каплиця «На Воді»;
- Руїни замку другої половини XIV століття.
- Дерев'яні будинки на території села в так званому «швейцарському стилі»

Інші пам'ятки
- Ойцовський національний парк;
- Музей Ойцовського національного парку з дерев'яними будівлями готелів «Pod Łokietkiem» (1860) та «Pod Kazimierzem» (1885);
- «Парк здоров'я», заснований в кінці XIX століття;
- Етнографічний музей, який розташований у віллі «Bazar Warszawski»;
- Печера «Чемна» та печера «Локетка»;
- Краківські ворота — скельне утворення;
- Долина Сосповська;

## Відомі мешканці та уродженці
- Бонавентура Залуський (1787—1866) — учасник листопадового повстання, ад'ютант Олександра I та Миколи I.